# Movimiento de Unión Nacional
El Movimiento de Unión Nacional (MUN), también conocido como Unión Nacional (UN) fue un partido político de Chile que apoyó la dictadura militar de Augusto Pinochet. El referente se definía a sí mismo como independiente, conservador y liberal. Su publicación oficial fue Renovación, editada desde 1984 hasta 1990.

## Historia
El MUN fue fundado el 27 de noviembre de 1983 por antiguos militantes y partidarios del Partido Nacional, la Democracia Radical y el Partido Demócrata Cristiano, especialmente del primero, encabezados por Andrés Allamand, expresidente de la Juventud Estudiantil del PN. Con el objeto de reagrupar a la derecha política, llamaron a "integrarse a un gran esfuerzo solidario que aplaste la violencia mediante el afianzamiento decidir de la libertad, la democracia y la paz social". Varios militantes del MUN ocuparon cargos públicos y puestos importantes durante dicho régimen.
Su primera directiva provisoria estuvo encabezada por Allamand como secretario general, e integrada por Juan Luis Ossa, Gustavo Alessandri, Fernando Maturana, Carlos Reymond, Luis Valentín Ferrada y Alberto Espina.
El 18 y 19 de agosto de 1984 celebró su primer Congreso General, en el cual Andrés Allamand fue elegido presidente de la colectividad, cargo que ejerció hasta 1986. En dicha oportunidad, se incorporaron al referente los exsenadores del PN Francisco Bulnes y Pedro Ibáñez.
Integró junto a otros movimientos adeptos del Régimen la coalición conocida como Grupo de los Ocho, más adelante Acuerdo Democrático Nacional. En agosto de 1985, el MUN fue uno de los firmantes del Acuerdo Nacional para la Transición a la Plena Democracia. No obstante, rechazó suscribir las Bases de Sustentación del Régimen Democrático, consistentes en una profundización de dicho acuerdo.
El 9 de enero de 1987, el MUN lanzó la declaración «El imperativo de la unidad nacional», mediante la cual realizó un llamado a la Unión Demócrata Independiente (UDI) de Jaime Guzmán y el Frente Nacional del Trabajo (FNT) del exministro del interior Sergio Onofre Jarpa, para formar un solo partido de centroderecha. Tras esto, el 8 de febrero se iniciaron los trámites para constituir Renovación Nacional (RN), hecho que concluyó con su legalización definitiva el 29 de abril de 1987.
Los integrantes del MUN que formaron parte de la primera Comisión Política de RN en 1987 fueron Francisco Bulnes, Pedro Ibáñez, Juan Luis Ossa y Alberto Espina.

## Ideología
El MUN adhirió a la dictadura militar, pero su postura fue crítica respecto de algunas disposiciones de la Constitución de 1980. En ese sentido, proponía adelantar la convocatoria a elecciones a un Congreso Nacional y dictar las leyes que fueren convenientes para alcanzar la plena democracia. Sostuvo que el principal error del gobierno era "su falta de proyecto político viable, para la gran tarea inconclusa: alcanzar un sistema democrático estable".
En lo económico, propugnó un sistema basado en la libertad y el respeto a la propiedad privada, contemplando el rol fiscalizador y subsidiario del Estado.